# Locheuma
Locheuma is een geslacht van rechtvleugeligen uit de familie veldsprinkhanen (Acrididae). De wetenschappelijke naam van dit geslacht is voor het eerst geldig gepubliceerd in 1897 door Scudder.

## Soorten
Het geslacht Locheuma  is monotypisch en omvat slechts de volgende soort:
- Locheuma brunneri (Scudder, 1875)